# Maria Velotti
Maria Velotti, in religione Maria Luigia del Santissimo Sacramento (Soccavo, 16 novembre 1826 – Casoria, 3 settembre 1886), è stata una religiosa italiana, fondatrice della congregazione delle suore francescane adoratrici della Santa Croce; è stata dichiarata beata da papa Francesco nel 2020.

## Biografia
Figlia di Francesco e Teresa Napoletano, perse la madre in giovane età e fu affidata a una zia di Sirico, dove visse tra numerose difficoltà. Raggiunti i diciotto anni, grazie al parroco Domenico Piciocchi, fu accolta in casa loro dai coniugi Lorenzo Sabatino e Giuseppina Turzolo, che le fecero conoscere i frati minori del convento di Sant'Angelo a Nola e in particolare padre Filippo Antonio da Domicella, che divenne il suo confessore.
Il 2 febbraio 1853, nella chiesa di San Giovanni del Palco di Lauro, fu rivestita dell'abito di terziaria francescana e prese il nome di Maria Luigia del Santissimo Sacramento.
Su consiglio del confessore, per fuggire alla notorietà e ad alcune calunnie, nell'estate del 1858 lasciò Nola e si trasferì a Capodimonte, presso Napoli, dove visse per un certo periodo nel ritiro allo Scudillo, fondato dalla terziaria domenicana Maria Michela Russo e dal francescano Illuminato da Fontenovella. Altre giovani si unirono alla comunità ma, nonostante il sostegno di Sisto Riario Sforza, arcivescovo di Napoli, tra le terziarie sorsero dissidi e, su consiglio di padre Michelangelo Longo da Marigliano, Maria Velotti si trasferì con sei compagne in un nuovo edificio, che le era stato donato, a Materdei.
La fondatrice e le compagne presero il velo il 17 ottobre 1877 dando inizio alle suore francescane adoratrici della Santa Croce. Il 26 aprile 1884 la comunità si trasferì a Casoria e si riorganizzò con l'aiuto del ministro generale dei francescani Bernardino da Portogruaro e di Ludovico da Casoria. Le suore iniziarono a collaborare alle opere assistenziali di Ludovico da Casoria, soprattutto nel campo dell'educazione delle "negrette", e aprirono scuole e un orfanotrofio.
Inferma da lungo tempo e colpita da una paralisi alle gambe, la religiosa morì nel 1886.

## Culto
Nel 1926 la sua salma fu traslata nella cappella della casa-madre della sua congregazione a Casoria.
Il processo informativo diocesano sulle virtù eroiche e sulla fama di santità di Maria Luigia del Santissimo Sacramento si svolse a Napoli tra il 1927 e il 1936 e il 3 dicembre 1944 fu emesso il decreto sugli scritti.
Il 21 gennaio 2016 papa Francesco ha autorizzato la pubblicazione del decreto che riconosceva l'eroicità delle virtù della religiosa, riconoscendole il titolo di venerabile, e l'11 dicembre 2019 ha riconosciuto l'autenticità di un miracolo attribuito alla sua intercessione.
Il rito di beatificazione, presieduto dal cardinale Crescenzio Sepe, è stato celebrato nella cattedrale di Napoli il 26 settembre 2020.